# برنهارد ستيفان
برنهارد ستيفان (بالألمانية: Bernhard Stephan)‏ هو كاتب سيناريو ومخرج ألماني، ولد في 24 يناير 1943 في بوتسدام في ألمانيا.

## وصلات خارجية
- برنهارد ستيفان على موقع IMDb (الإنجليزية)
- برنهارد ستيفان على موقع ألو سيني (الفرنسية)
- برنهارد ستيفان على موقع أول موفي (الإنجليزية)
- برنهارد ستيفان على موقع قاعدة بيانات الأفلام السويدية (السويدية)
- برنهارد ستيفان على موقع قاعدة بيانات الفيلم (الإنجليزية)
- برنهارد ستيفان على موقع كينوبويسك (الروسية)